# Zbigniew Kalina
Zbigniew Kalina (* 3. srpna 1979, Karviná) je český divadelní a filmový herec.

## Životopis
Narodil se v Karviné do rodiny polské národnosti a vyrůstal v Orlové. Už odmala chodíval s maminkou do divadla, a tak ho divadlo začalo více lákat. V dětství hrával divadlo svým rodičům a tetám. Jeho maminka napsala komediální scénku pro něho a jeho kamarádku, s kterou jezdívali hrát na různé besídky polského svazu kulturního a osvětového. Chodil do ZUŠ na hru na klavír a zpěv. Během studování na Polském gymnáziu Juliusze Słowackého v Karviné si ve druhém ročníku zahrál během oslavách založení gymnázia. Při gymnáziu začal studovat v Hereckém studiu Mileny Asmanové při Národním divadle moravskoslezském v Ostravě se zaměřením na muzikál. Po vystudování gymnázia dále pokračoval v Hereckém studiu a začal studovat polonistiku na Ostravské univerzitě. Herectví ho ale natolik uchvátilo, že po absolvování Hereckého studia ukončil studium na univerzitě a přijal angažmá v Těšínském divadle.
V těšínském angažmu byl dva roky, odkud odešel do Městského divadla Karlovy Vary. V Karlových Varech byl také dva roky, než zastupitelé města rozhodli, že z divadla bude stagion. Od roku 2004 tak působil v Divadle A. Dvořáka v Příbrami. Během svého působení zde vytvořil řadu rolí. V roce 2011 odešel na volnou nohu. Hostoval v několika divadlech, například v Divadle F. X. Šaldy v Liberci si zahrál Cosma Browna ve Zpívání v dešti anebo v Městských divadel pražských vystupoval v inscenaci Bedřich Smetana: The Greatest Hits. Zhruba 2 týdny po premiéře obdržel nabídku na angažmá, a tak od roku 2012 byl stálým členem Městských divadel pražských. Objevil se v divadelních hrách Kancl, Bylo nás pět, Sen čarovné noci, Sebevrah, Drž mě pevně, miluj mě zlehka nebo Proč muži neposlouchají a ženy neumí číst v mapách. Od ledna 2019 působí na volné noze.
Mimo jiné hostoval také v Národním divadle moravskoslezském, Komorní scéně Aréna v Ostravě, Divadle Na Fidlovačce, Klicperově divadle Hradec Králové, Hudebním divadle Karlín, Divadle Kalich, Jihočeském divadle v Českých Budějovicích, Divadle J. K. Tyla v Plzni nebo Východočeském divadle Pardubice.
Mezi roky 2006 a 2009 získal třikrát cenu diváků pro nejoblíbenějšího herce Divadla A. Dvořáka v Příbrami. Za ztvárnění Daniela Halibuta ve hře Pension pro svobodné pány byl v širší nominaci na Cenu Thálie za rok 2007 v oboru činohra. Za rok 2008 obdržel Cenu Thálie pro mladého činoherce. Za rok 2010 dostal cenu Českého divadla za nejlepší mužský herecký výkon v roli Malvolia v inscenaci Večer tříkrálový aneb Cokoli chcete.

## Filmografie
| Rok  | Název                       | Role             | Poznámky                                              |
| ---- | --------------------------- | ---------------- | ----------------------------------------------------- |
| 2005 | To nevymyslíš!              |                  | televizní seriál                                      |
| 2007 | Crash Road                  | ekoterorista     | film                                                  |
| 2011 | Čapkovy kapsy               |                  | televizní seriál, epizoda: „Zločin na poště“          |
| 2012 | Zdivočelá země              |                  | televizní seriál, epizoda: „Jírova tajná svatba“      |
| 2013 | PanMáma                     |                  | televizní seriál, epizoda: „Hloupý Honza“             |
| 2016 | Ohnivý kuře                 |                  | televizní seriál, epizoda: „Únos“                     |
| 2018 | Dáma a Král                 |                  | televizní seriál, epizoda: „Smrt na dlouhých vlnách“  |
| 2019 | Krejzovi                    |                  | televizní seriál, epizoda: „Láska je láska“           |
| 2019 | Svět v plamenech            | farmář           | televizní seriál, epizoda: „Epizoda 3“                |
| 2019 | Zkáza Dejvického divadla    |                  | televizní seriál, epizoda: „Zkáza“                    |
| 2020 | Modrý kód                   |                  | televizní seriál, díl: „Výboj“                        |
| 2021 | Specialisté                 | Stanislav Burian | televizní seriál, epizoda: „Osamělý muž“              |
| 2022 | Tři Tygři ve filmu: JACKPOT | farář            | film                                                  |
| 2022 | 1. mise                     |                  | televizní seriál, díl: „Apartmá s manželskou postelí“ |
| 2023 | Táta v nesnázích            |                  | televizní seriál, díl: „Hrdina“                       |
| 2024 | Krematorium                 |                  | TV minisérie                                          |